# Ромеи, Аннибале
Граф Аннибале Ромеи (итал. Annibale Romei) — итальянский гуманист, мыслитель и философ. Автор одного из первых шахматных руководств — «Тяжкий труд шахматной игры». Трактат датируется второй половиной XVI века и посвящён «синьоре донне Лукреции д’Эсте, графине Урбино». Долгое время он считался утраченным, но в 1939 году найден историком Адриано Кикко.

## Биография
Биографические данные о графе весьма скудны. Неизвестна дата его рождения. Не сохранилась и эпитафия на надгробии в церкви Сан-Франческо (св. Франциска), где он похоронен. Имеется, однако, свидетельство историка-современника: «Фамилия Ромеи принадлежит старинному и благородному роду. В семье было три брата — граф Аннибале, граф Эрколе и граф Алессандро — все трое люди достопочтенные». В Ферраре сохранился старинный дом, принадлежавший семейству Ромеи. Сам автор в посвящении своей родственнице говорит: «Родился я со счастливой судьбой, подданным светлейшего дома д’Эсте».
Прославился Аннибале Ромеи, впрочем, не благодаря шахматному трактату, но как мыслитель и философ. Большой популярностью пользовались его книги «Рассуждения графа Аннибале Ромеи, благородного синьора из Феррары» и «Диалоги», обе опубликованные в Венеции в 1585—1587 годах.

## Шахматный трактат
Шахматное сочинение графа представляет собой справочно-учебное пособие, включающее элементарные сведения о дебютах, типичные комбинации, окончания и задачи. Автор перечисляет наиболее распространенные в те времена начала, а также приводит дебютные ошибки и ловушки. Есть также позиции, являющиеся по современным представлениям условными задачами.

## Сочинения
- «Академия придворного» (1546, английский перевод — 1598).